# Lizard Island, Antarktis
Lizard Island / Isla Lagartija är en ö i Antarktis. Den ligger i havet utanför Västantarktis. Argentina, Chile och Storbritannien gör anspråk på området.